# Sztrela (számítógép)
Sztrela (Nyíl) a Szovjetunió első elsőgenerációs elektronikus számítógépe. A digitális számítógépes technológia kidolgozására 1948. december 17. rendelettel létrehozott 245-ös számú tervezőirodában (Специальное конструкторское бюро № 245 (СКБ-245)) Jurij Jakovlevics Bazilevszkij vezető tervező irányításával tervezett és a Moszkvai analitikus számológépek gyárában megépített elektroncsövekkel működő nagy számítógép (mainframe).

## Története
A Sztrela számítógép első példánya 1953-ban készült el. Az 1951-ben üzembe állított amerikai UNIVAC-ot követően a Sztrela volt a világ második sorozatban gyártott számítógépe. 1956-ig összesen 7 példány készült belőle, ezek különböző akadémiai intézetekbe és a Moszkvai Állami Egyetemre kerültek. 1965-ben az Moszkvai Állami Egyetemen még a Sztrelán futtatták a hallgatók első számítógépes programjaikat.

## Felépítése
A Sztrela másodpercenként 2000 művelet elvégzésére volt képes 43 bites szavakon. Lebegőpontos műveletek esetén 35 bit képezte a szám mantisszáját és 6 bit szolgált exponensként. A gép 6200 elektroncsőből és 60 000 félvezető diódából épült fel. A gép elektroncsövekből kialakított operatív memóriája 2048,  43 bit hosszú szóból állt. (Működését tekintve, durva hasonlattal, ez felel meg a PC-k regisztereinek). A háttértár félvezető diódákból épült fel, és ehhez mint külső tároló 2 mágnesszalagos egység csatlakozott.
A mágnesszalagok mellett adatbeviteli perifériaként 80 oszlopos Hollerith lyukkártya szolgált, míg adatkiviteli eszközként a lyukkártya mellett nyomtató is csatlakozott a géphez.
Később külső tárolóként mágneses dobot használtak. Ez egy 6000 fordulat/perc sebességgel forgó vákuumban elhelyezett mágnesezett felületű dob átlagosan 800 szó/mp elérési sebességgel. Adott korban ez volt a leggyorsabb adatelérési sebesség.